# Biblioteca di Urania
Biblioteca di Urania è stata una collana editoriale di fantascienza pubblicata da Arnoldo Mondadori Editore a cadenza approssimativamente semestrale nell'arco di cinque anni, fra il marzo 1978 e il giugno 1983, per un totale di dodici uscite. Rappresentò una collana complementare (in gergo "figlia") della più famosa Urania e venne distribuita come supplemento o ai numeri di Urania stessa o a quelli della pubblicazione parallela I Classici di Fantascienza (poi rinominata Urania Classici).

## Storia editoriale
La Biblioteca di Urania era stata pensata come controparte e complemento alla collana Urania Millemondi, lanciata sul mercato già nel 1973: entrambi i progetti, infatti, ristampavano opere già apparse nella collana "madre" riunendo più scritti in volumi di grande formato, ma le uscite dei Millemondi proponevano di regola tre romanzi autoconclusivi di uno stesso autore e legati da affinità stilistiche e contenutistiche, mentre quelle della Biblioteca di Urania ricalcavano talvolta lo schema dei Millemondi (ma offrendo sempre quattro testi anziché tre), altre volte ristampavano più romanzi di un'unica saga narrativa riuniti in un omnibus tematico, e occasionalmente proponevano cospicue antologie di racconti brevi. Inoltre, entrambe le collane erano pubblicate semestralmente: i Millemondi in estate e inverno, la Biblioteca di Urania in primavera e autunno, garantendo così l'uscita trimestrale di uno speciale antologico.  
La collana venne chiusa a cavallo fra 1982 e 1983, negli ultimi anni in cui la curatela del progetto Urania era affidata a Carlo Fruttero e Franco Lucentini: nel 1985, non a caso, la mansione passò a Gianni Montanari, e questi trasformò i Millemondi da ristampe di romanzi ad antologie di testi brevi inediti.  

## Veste grafica
- Dal n. 1 al n. 10: formato da 130 x 191 mm; dicitura "Urania presenta" per i primi tre numeri, poi "Biblioteca di Urania"; copertina bianca e illustrazione circolare simili a quelle della collana madre; attorno a titolo e illustrazione un motivo decorativo a "U".
- Numeri 11 e 12: formato da 134 x 218 mm; passaggio a illustrazioni di copertina a tutta pagina, senza titolo di collana né cornici.

## Elenco delle pubblicazioni
| Numero | Autore                  | Titolo                              | Note | Dettagli di Pubblicazione                 | Anno           |
| ------ | ----------------------- | ----------------------------------- | --- | ----------------------------------------- | -------------- |
| 1      | Jack Vance              | Pianeta Tschai                      | Raccolta completa del Ciclo di Tschai: 1. Naufragio su Tschai 2. Le insidie di Tschai 3. I tesori di Tschai 4. Fuga da Tschai                                                                    | Supplemento a Classici di Fantascienza 12 | Marzo 1978     |
| 2      | E.C. Tubb               | Cosmo profondo                      | Omnibus del quarto, quinto e sesto romanzo del ciclo di Earl Dumarest: 1. Kalin 2. Il burlone allo Sfregio 3. Lallia                                                                             | Supplemento a Urania 760                  | Settembre 1978 |
| 3      | Isaac Asimov            | Asimov Story                        | Raccolta di ventisette racconti giovanili commentati dall'autore. | Supplemento a Urania 778                  | Marzo 1979     |
| 4      | A. Bertram Chandler     | Le vie della frontiera              | Quattro romanzi di space opera ambientati nell'universo di John Grimes: - Le vie della Frontiera - I coloni di Morrow - Nuove vie della Frontiera - Appuntamento su un mondo perduto             | Supplemento a Urania 805                  | Settembre 1979 |
| 5      | Poul Anderson           | Il futuro della Terra               | Quattro romanzi autoconclusivi tematicamente affini: - Loro i terrestri. Fix-up di quattro racconti. - I proteiformi - Hanno distrutto la Terra - Il ritorno dell'Explorer                       | Supplemento a Urania 832                  | Marzo 1980     |
| 6      | Isaac Asimov (curatore) | Antologia scolastica                | Antologia di quindici racconti di altrettanti autori, selezionati da Asimov per il loro valore pedagogico di divulgazione scientifica.                                                           | Supplemento a Urania 842                  | Luglio 1980    |
| 7      | John Wyndham            | Mutanti e mutazioni                 | Tre romanzi e una raccolta di racconti creata per il mercato italiano: - Chocky - Il lichene cinese - I trasfigurati - I racconti del tempo. Comprende cinque racconti scelti da Carlo Fruttero. | Supplemento a Urania 857                  | Settembre 1980 |
| 8      | Charles Eric Maine      | La giostra del tempo e dello spazio | Quattro romanzi autoconclusivi tematicamente affini: - Il clandestino dello spazio - Rischio calcolato - L'uomo che possedeva il mondo - Mondo di donne                                          | Supplemento a Urania 883                  | Aprile 1981    |
| 9      | Ben Bova                | L'astronave dell'esilio             | Raccolta completa della Trilogia degli Esiliati: 1. I condannati di Messina 2. L'astronave dei ventimila 3. Ritorno dall'esilio                                                                  | Supplemento a Urania 900                  | Agosto 1981    |
| 10     | Louis A. Goth           | Allarme Rosso-12                    | Include in appendice un racconto di Dwight V. Swaín. | Supplemento a Classici Fantascienza 60    | Aprile 1982    |
| 11     | Fredric Brown           | Cosmolinea B-1                      | Antologia curata dall'autore di trentaquattro racconti composti nel decennio 1941-1950. | Supplemento a Classici Fantascienza 66    | Settembre 1982 |
| 12     | Fredric Brown           | Cosmolinea B-2                      | Antologia curata dall'autore di sessantanove racconti composti nel ventennio 1951-1973. | Supplemento a Classici Fantascienza 75    | Giugno 1983    |